# Paradox-Becken
Koordinaten: 37° 52′ 0″ N, 109° 10′ 0″ W

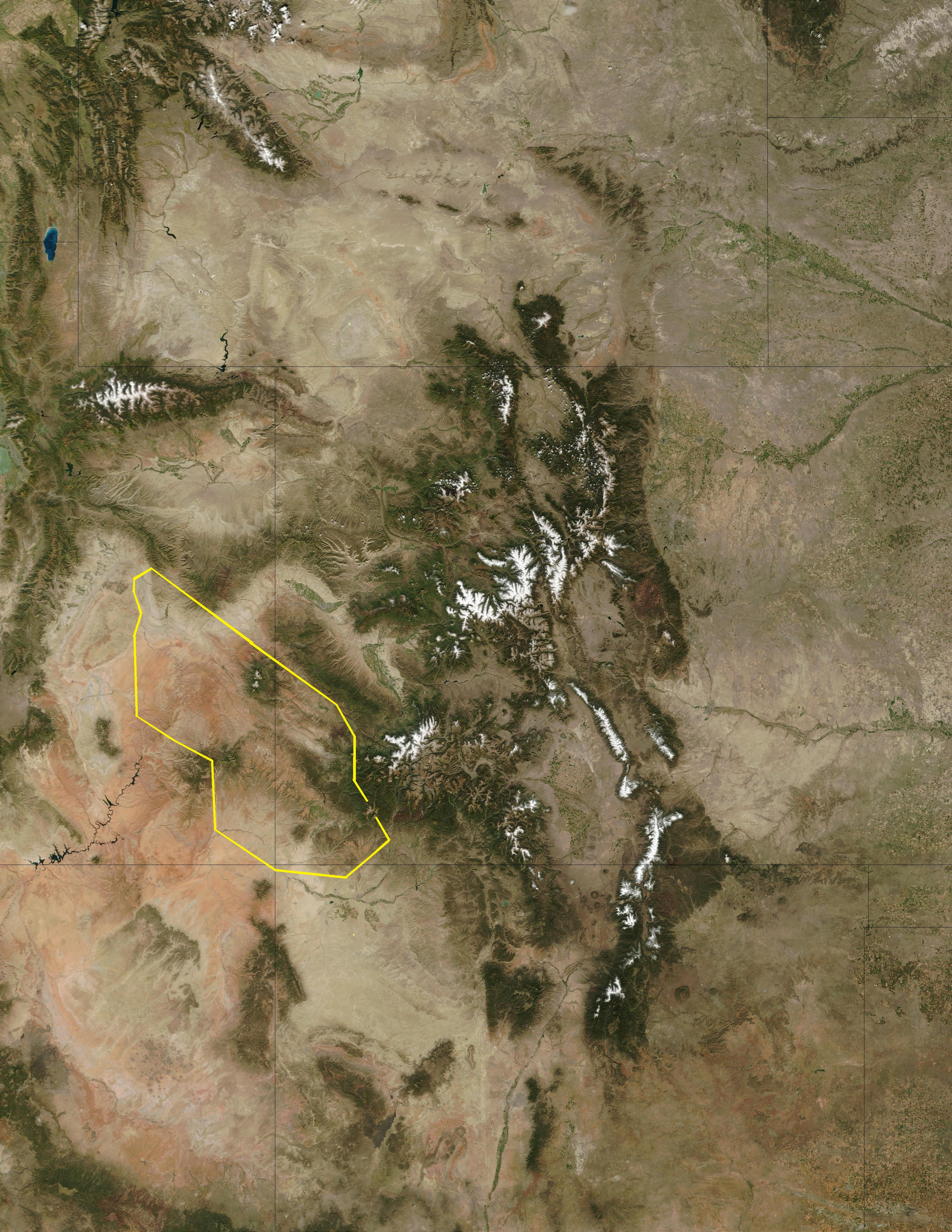
Lage des Paradox-Beckens im Colorado-Plateau (Umriss in Gelb) – Aufnahmehöhe etwa 1500 km über Grund

Das Paradox-Becken ist ein asymmetrisches Vorlandbecken, das vorwiegend im Südosten des US-amerikanischen Bundesstaates Utah gelegen ist, aber auch auf das südwestliche Colorado, das nordwestliche New Mexico und den äußersten Nordosten Arizonas übergreift. Dieses etwa 40.000 Quadratkilometer große Sedimentbecken bildete sich während des späten Paläozoikums; die beckenbildenden Prozesse waren vom Oberkarbon bis zum Ausgang des Perms aktiv.
Im Gegensatz zu den anderen Sedimentbecken in den Rocky Mountains ist das Paradox-Becken zum Großteil aus Evaporiten aufgebaut. Die Sedimente wurden in abwechselnden Flachwasser/Tiefwasser-Zyklen abgelagert. Wegen der mächtigen Salzabfolgen spielt Salztektonik (Steinsalz ist selbst schon bei relativ niedrigen Temperaturen plastisch verformbar) bei den nach dem Pennsylvanium einsetzenden strukturellen Verformungen eine Hauptrolle.

## Stratigraphie
Das Paradox-Becken enthält folgende sedimentäre Abfolge (von jung nach alt):
- Mesozoische Deckschichten
- Schichtlücke
- Cutler-Formation – Gzhelium – Cisuralium (Unteres Perm) – 299-270 Millionen Jahre
- Schichtlücke
- Honaker-Trail-Formation – Kasimovium/Gzhelium – 306-299 Millionen Jahre
- Paradox-Formation – Moskovium/Kasimovium – 310-306 Millionen Jahre
- Pinkerton-Trail-Formation – Bashkirium/Moskovium
- Molas-Formation – Bashkirium
- Große Schichtlücke – Karstbildung
- Leadville Limestone – Tournaisium
- Diskordanz

Im Untergrund des eigentlichen Paradox-Beckens finden sich folgende Gesteinseinheiten:
- Ouray Limestone – Oberdevon/Tournaisium
- Diskordanz
- Elbert-Formation – Devon
- Große Schichtlücke
- Lynch Dolomite – Oberes Kambrium
- Maxfield Limestone bzw. Muav Limestone – Oberes Kambrium
- Ophir Shale bzw. Bright Angel Shale – Mittleres Kambrium
- Tintic Quartzite bzw. Tapeats Sandstone – Mittleres Kambrium
- Diskordanz
- präkambrisches Grundgebirge – hochgradige Metamorphite und Granitoide

Die Pinkerton-Trail-Formation, Paradox-Formation und Honaker-Trail-Formation werden zur Hermosa-Gruppe zusammengefasst.

### Mächtigkeiten
Die vorkarbonischen Ablagerungen zeigen eine deutliche Asymmetrie in ihren Mächtigkeiten. Im Südosten des Paradox-Beckens erreichen sie nur knapp 180 Meter, im Nordwesten hingegen bis zu 750 Meter.
Während der eigentlichen Beckenbildung haben sich im Zeitraum Mississippium bis Unteres Perm über 6700 Meter an Sedimenten angesammelt.
Mit 1800 bis 2100 Meter Mächtigkeit ist die Paradox-Formation zweifellos am Bedeutungsvollsten. Sie setzt sich aus 33 Salzzyklen zusammen – dicke Steinsalzlagen, die von Zwischenlagen aus Anhydriten, siltigen Dolomiten und schwarzen, kohlenstoffreichen Schiefertonen unterbrochen werden. Die Steinsalzlagen zeigen Mächtigkeitsschwankungen von 7 bis zu 270 Meter und können Sylvin enthalten.
Die triassischen und jurassischen Sedimente erreichen zusammengenommen im Bereich der Book Cliffs eine Maximalmächtigkeit von 1450 Metern, im Beckenzentrum jedoch nur noch etwa 750 Meter.
Ab dem späteren Tertiär (Oligozän) herrschte im Beckenbereich Erosion, vorhandene Sedimente aus Kreide und Tertiär wurden wieder abgetragen. Erhaltene Kreidesedimente in benachbarten Sedimentationsräumen werden bis zu 1850 Meter mächtig, frühtertiäre Sedimente und Vulkanite erreichen dort mehr als 750 Meter. Bei vergleichbarer Ausbildung der Sedimente im Paradox-Becken (was anzunehmen ist) kann folglich von mindestens 2600 Meter an Abtragung ausgegangen werden.

## Sedimentäre Entwicklung
Mit einsetzender Sedimentation der Paradox-Formation im Oberkarbon vor ungefähr 310 Millionen Jahren erfolgte eine sehr starke Absenkung des Paradox-Beckens. Die Subsidenz hielt auch noch während der Ablagerung der Cutler-Formation unvermindert an, verlangsamte sich aber nach Ende des Unterperms. Gegen Ende des Perms waren sämtliche Absenkungsbewegungen zum Stillstand gekommen. Es transgredierten sodann mesozoische Deckschichten über das Becken hinweg. Die Deckschichten unterlagen ihrerseits wiederum ab dem Beginn der Oberkreide einer starken Absenkung, die bis ins Maastrichtium anhielt (Zeitraum 100-70 Millionen Jahre vor heute). Seit rund 35 Millionen Jahren (Oligozän) erfährt der Sedimentationsraum des Paradox-Beckens im Zusammenhang mit der laramischen Gebirgsbildung eine stetige Heraushebung, deren Mindestbetrag bei rund 2000 Meter liegt.

## Struktur
Das Paradox-Becken ist im Querschnitt sehr asymmetrisch aufgebaut, sein tiefster Punkt liegt in unmittelbarer Nähe des Uncompahgre-Plateaus, einem an steilstehenden, generell Südost-Nordwest-streichenden Aufschiebungen herausgehobenen präkambrischen Grundgebirgsblock. An der Oberfläche zeigt es eine elliptische Form, in seiner Hauptausdehnungsrichtung SO-NW erreicht es 305 Kilometer, in NO-SW-Richtung nur etwa 150 Kilometer. Das Becken wird von verschiedenen strukturellen Hochgebieten umgürtet: dem bereits erwähnten, tektonisch steil herausgepressten Uncompahgre-Plateau im Nordosten und dem daran anschließenden San Juan Dome im Südosten sowie mehreren relativ seichten Grundgebirgsaufbeulungen laramischen Ursprungs, wie beispielsweise dem San Rafael Swell im Nordwesten, dem Circle Cliffs Uplift im Westen, dem Monument Upwarp im Südwesten und dem Defiance Uplift im Süden. Nach Südosten geht es über die hochliegende Four Corners Platform in das anschließende San-Juan-Becken über. Der Übergang zum südlich gelegenen Black-Mesa-Becken erfolgt über den Tyende Saddle. Im Norden grenzt es unmittelbar an das Uinta-Becken. Im Südwesten vermittelt der White Canyon Slope den Übergang zum Henry-Becken.
Das Paradox-Becken lässt sich folgendermaßen untergliedern:
- Paradox Fold and Fault Belt
- Blanding-Becken

Weiterhin schließen sich einige strukturelle Bereiche an, die jedoch nicht mehr zum eigentlichen Paradox-Becken gezählt werden:
- Henry-Becken
- White Canyon Slope
- Tyende Saddle
- Red Rock Bench
- Four Corners Platform

Der sehr tiefreichende Beckenbereich des Paradox Fold and Fault Belt liegt in unmittelbarer Nachbarschaft des Uncompahgre Uplifts. Er wird von vier größeren Antiklinalzügen in SO-NW-Richtung durchquert, zwei dieser Züge werden dabei von „Salzmauern“ der Paradox-Formation unterlagert. Das Blanding-Becken hingegen ist ein wesentlich ungestörteres, flaches Teilbecken. Aus ihm entstammt der Hauptanteil der Erdölförderung.

## Bodenschätze
Wichtige, im Paradox-Becken gefundene Bodenschätze, sind Erdöl, Uran, Kupfer und Kalisalze.
Die Erdölproduktion stammt zum Großteil aus oberkarbonischen porösen Karbonatanhäufungen, wie beispielsweise Algenmatten. Zusätzliche Erdölreservoire sind an strukturelle und stratigraphische Erdölfallen gebunden (z. B. an Verwerfungen angehobene Horste sowie diskontinuierliche klastische Lagen). Hauptspeicherhorizonte sind der unterkarbonische Leadville Limestone, die oberkarbonische Hermosa-Gruppe und die permische Cutler-Formation.
2016 wurde bekannt, dass im Paradox-Becken schon in den 1960ern bei Ölexplorationsbohrungen hochsalinares Tiefengrundwasser (Sole) angetroffen wurde, aus dem sich, nach damaligen Analysen, bis zu 1700 mg/l reines Lithium gewinnen ließe.